# Finlandiakören

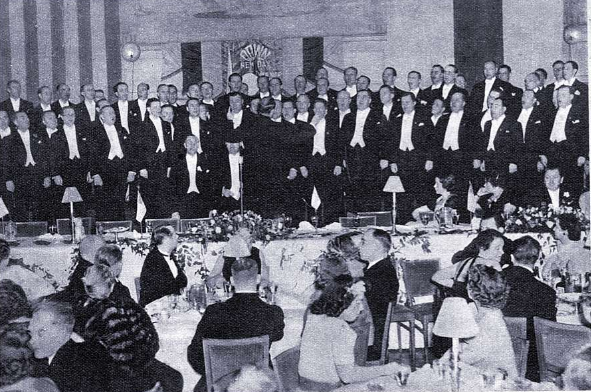
Finlandiakören i New York (1939).

Finlandiakören var en 70-hövdad tillfällig finländsk elitmanskör med främsta uppgift att göra den finländska tonkonsten känd i USA, där den konserterade 1939. 
Finlandiakören framträdde även i Berlin, Paris, London och Kanada. Dirigenter var Heikki Klemetti, Arvi Poijärvi, Bengt Carlson och Ilmari Kalkkinen.